# ووکینگهام
latitudeووکینگهامlongitudeووکینگهام
ووکینگهام (به انگلیسی: Wokingham) یک شهرک در بریتانیا است که در Wokingham Borough واقع شده‌است.

## خصوصیات
ووکینگهام ۳۰٬۴۰۳ نفر جمعیت دارد.